# Naturschutzgebiet Wolfsbeil
Das Naturschutzgebiet Wolfsbeil mit 13,4 ha Flächengröße liegt zwischen Hachen und Müschede im Stadtgebiet von Sundern und im Hochsauerlandkreis. Das Gebiet wurde 2019 mit dem Landschaftsplan Sundern durch den Kreistag des Hochsauerlandkreises als Naturschutzgebiet (NSG) ausgewiesen. Ab 1993 war das Gebiet als Teils vom Landschaftsschutzgebiet Sundern ausgewiesen. Das NSG geht bis an die Stadtgrenze. In Arnsberg grenzt direkt das Naturschutzgebiet Wolfsbeil (Arnsberg) an. Südlich grenzt direkt das Naturschutzgebiet Röhr nördlich Hachen an.

## Beschreibung
Beim NSG handelt es sich um einen Waldmeister- bzw. Perlgras-Buchenwald im starken Baumholzalter auf einer namenlosen, rundlichen Bergkuppe. Der Landschaftsplan führt zum NSG aus: „Einzelstammweise oder horstweise sind weitere Baumarten wie Eichen, Hainbuchen, Eschen und Fichten beigemischt. Dabei stehen am Unterhang Eschen und am Oberhang Fichten. Der Waldbiotopkomplex hat eine artenreiche und üppige Krautschicht, während die Strauchschicht eher spärlich ist. Im NSG befinden sich vier alte Grabhügel.“

## Schutzzweck
Laut Landschaftsplan erfolgte die Ausweisung zum:
- „Schutz und Erhaltung naturnaher, seltener Buchenwaldgesellschaften und ihrer Lebensgemeinschaften in einer von Nadelholzforsten dominierten Waldlandschaft durch naturgemäße Waldwirtschaft;“
- „Schutz und Erhaltung kulturhistorisch wertvoller Relikte.“
- „Das NSG dient auch der nachhaltigen Sicherung von Vorkommen seltener Tier- und Pflanzenarten.“[1]

## Gebot
Für das NSG wurde ein besonderes Gebot erlassen. Das Gebot lautet „Forstwirtschaft ist unter Berücksichtigung der kulturhistorisch bedeutenden Relikte nur unter schonendem forstlichen Maschineneinsatz zulässig.“